# قطعنامه ۱۸۸۰ شورای امنیت
قطعنامه ۱۸۸۰ شورای امنیت سازمان ملل متحد که در تاریخ ۳۰ جولای ۲۰۰۹ تصویب شد، سندی بین‌المللی دربارهٔ بررسی وضعیت در ساحل عاج است. این قطعنامه طی نشست ۶۱۷۴ام با ۱۵ رای موافق، ۰ مخالف و ۰ ممتنع تصویب شد.